# Bass Pyramid
Bass Pyramid ist eine unbewohnte Insel der Furneaux-Gruppe in der Bass-Straße in Tasmanien.

## Geographie
Die Felseninsel ist ein kleiner, ovaler und steil abfallender Granitfelsen aus zwei Teilen mit einer Fläche von ca. 100 m². Die Insel liegt zwischen Flinders Island im Osten und der Kent Group im Norden. Eine Felsenbrücke verbindet die beiden Felseneilande.
Die Insel wurde seit den 1940er Jahren bis 1988 von der Royal Australian Air Force und der Royal Australian Navy als Ziel für Bomben- und Granaten-Abwürfe genutzt. Am 5. April 1978 wurde die Insel in ein geplantes Nature Reserve einbezogen.
Auf dem Felsen brüten zahlreiche Seevögel wie Feensturmvogel (Pachyptila turtur), Lummensturmvogel (Pelecanoides urinatrix), Dickschnabelmöwe (Larus pacificus), Silberkopfmöwe (Chroicocephalus novaehollandiae), Australische Tölpel (Morus serrator) und Ruß-Austernfischer (Haematopus fuliginosus). Die Insel ist auch ein Ruheplatz für Südafrikanische Seebären. Bis ins 20. Jahrhundert wurden in dem Gebiet Robben gejagt. Aufgrund der gefährlichen Umgebung starben dort mindestens drei Robbenfänger.